# Репресії
Репре́сії — каральні заходи, покарання, вжиті державними органами. Репресії — це комплекс заходів з арештів, розстрілів і переселення великих мас людей.

## Масові репресії в історії
- Опричнина (Московське царство, 1565—1572 рр.)
- Разбор шляхти
- Репресії проти русинів, литвинів та поляків владою Російської імперії після так званих «польських повстань» (ця назва з історіографії Росії походить від назви державного утворення з різними народами, без визнання Росією права на національне самовизначення цих народів): Повстання Костюшка, Листопадове повстання (1830—1831 рр.), Січневе повстання (1863), Пратулинські мученики тощо. Насильно вивозили на Сибір, Урал, Далекий схід та Крим або вбивали, насильно відбирали посади (відомі звільнення категорії «інородців» й «іновірців» з практики викладань у навчальних закладах й ключових державних посад), насильно відбирали нерухомість тощо.
- Депортація вірменської інтелігенції

### СРСР та «сателіти»
- Червоний терор
- Сталінські репресії (СРСР, 1932—1953)
- Репресії проти Української греко-католицької церкви (1939–1946)
- Репресії в РСЧА
- Репресивна психіатрія
- Терор
- Великий терор
- Сталінські репресії в Азербайджані
- Десятихатники
- Політичний в'язень
- Чистка суспільства від «антирадянських елементів», класово-ворожих елементів, чистки вищої школи, чистки «шкідників» (шкідництво), чистки радянської інтелігенції
- Заручник
- Зникнення (репресії)
- Вчителями й інструкторами створених Таборів смерті (Третій Рейх) були діячі з ГУЛАГу, Табори ГУЛАГу (СРСР).

### Новітня Росія
- Зачистка (практика Ічкерії)
- Ескадрони смерті
- Репресії влади РФ проти тих, хто не підтримує війну проти України 2022 року

## Цікаві факти
Репресивна система СРСР в структурі НКВС мала «чорну касу», куди вносили захоплені під час арешту особисті кошти та коштовності репресованих осіб, їх нерухомість (квартири) й т.п. майно; що врешті створило матеріально-економічну зацікавленість державних службовців фальсифікувати справи з метою пограбування народу та самозбагачення кримінальним шляхом.
У сучасній Росії військова прокуратура офіційно виправдала репресії СРСР